# Sipahijala (Distrikt)
Der Distrikt Sipahijala ist ein Distrikt im indischen Bundesstaat Tripura. Verwaltungssitz ist die Stadt Bishramganj.

## Geografie
Der Distrikt Sipahijala liegt im Westen Tripuras an der Grenze zu Bangladesch. Die Fläche des Distrikts  beträgt 1043 Quadratkilometer. Nachbardistrikte sind die Distrikte West Tripura im Norden, Khowai ganz im Nordosten, Gomati im Osten und South Tripura im Süden. Im Westen und Nordwesten grenzt der Distrikt an Indiens Nachbarstaat Bangladesch.

## Geschichte
Der Distrikt entstand bei der Neueinteilung der Verwaltungsgebiete Tripuras am 21. Januar 2012 aus den R.D. Blocks Bishalgarh, Boxanagar, Jampuijala, Kathalia und Melagarh sowie den Städten Bishalgarh und Sonamura aus den südlichen Gebieten des bisherigen Distrikts West Tripura.

## Bevölkerung
Nach der Volkszählung 2011 hat der Distrikt Sipahijala 479.975 Einwohner. Bei 282 Einwohnern pro Quadratkilometer ist der Distrikt sehr dicht besiedelt. Von den 479.975 Bewohnern wohnen 430.629 Personen (89,72 Prozent) in Landgemeinden und 49.346 Menschen in städtischen Gebieten.
Der Distrikt Sipahijala gehört zu den Gebieten Indiens, in denen zahlreiche Angehörige der „Stammesbevölkerung“ (scheduled tribes) siedeln. Zu ihnen gehörten (2011) 115.811 Personen (24,13 Prozent der Distriktsbevölkerung). Zu den Dalit (scheduled castes) gehörten 2011 82.557 Menschen (17,20 Prozent der Distriktsbevölkerung).

### Bevölkerungsentwicklung
Wie überall in Indien wächst die Einwohnerzahl im Distrikt Sipahijala seit Jahrzehnten stark an. Die indische Volkszählung 2001 ermittelte eine Einwohnerzahl von 426.541 Personen. Die Zunahme betrug in den Jahren 2001–2011 mehr als 12 Prozent (12,52 %). In diesen zehn Jahren nahm die Bevölkerung um mehr als 53.000 Menschen zu.

### Bedeutende Orte
Im Distrikt gibt es mit dem Distrikthauptort Bishalgarh und Sonamura zwei städtische Siedlungen. Statistisch gesehen gelten allerdings Chandigarh und Gakulnagar auch als Städte (sogenannte census towns).

### Bevölkerung des Distrikts nach Geschlecht
Von den 479.975 Bewohnern waren 245.875 (51,22 Prozent) männlichen und 234.100 weiblichen Geschlechts. Dies ist typisch für Indien, wo normalerweise ein deutliches Mehr an Männern vorherrscht.

### Bevölkerung des Distrikts nach Sprachen
Eine deutliche Mehrheit der Bevölkerung spricht Bengali als Muttersprache. In den Städten sind es sogar über 90 Prozent. Nur im R.D Block Jamuijila dominiert die Tripurasprache Kokborok. Die wenigen hindisprachigen Bewohner leben mehrheitlich in den R.D. Bishalgarh und Melagarh. Die Mongsen sind mehrheitlich in den R.D. Blocks Jampuijala und Melagarh zuhause. Die Manipuri und Odia sprechende Bevölkerung dagegen nur im R.D. Block Bishalgarh. Die folgende Tabelle zeigt die Sprachverhältnisse im Jahr 2011 auf:
| Jahr                                   | Bengali | Bengali | Kokborok | Kokborok | Hindi | Hindi | Mongsen | Mongsen | Manipuri | Manipuri | Odia | Odia | Andere Sprachen | Andere Sprachen | Total   | Total    |
| Jahr                                   | Zahl    | %       | Zahl     | %        | Zahl  | %     | Zahl    | %       | Zahl     | %        | Zahl | %    | Zahl            | %               | Zahl    | %        |
| -------------------------------------- | ------- | ------- | -------- | -------- | ----- | ----- | ------- | ------- | -------- | -------- | ---- | ---- | --------------- | --------------- | ------- | -------- |
| 2011                                   | 351603  | 73,25   | 111770   | 23,29    | 4686  | 0,98  | 2842    | 0,59    | 2235     | 0,47     | 1023 | 0,21 | 5816            | 1,21            | 479.975 | 100,00 % |
| Quelle: Ergebnis der Volkszählung 2011 |         |         |          |          |       |       |         |         |          |          |      |      |                 |                 |         |          |

### Bevölkerung des Distrikts nach Bekenntnissen
Die Bewohner bekennen sich mehrheitlich zum Hinduismus. Zu ihrem Anhang gehört die Mehrheit der bengalisch- und hindisprachigen Personen. Eine Minderheit unter den Bengalen bekennt sich zum Islam. Die Christen gehören mehrheitlich zu den «scheduled tribes» (Stammesbevölkerung) und den Dalit (auch „Unberührbare“, Kastenlose). Im R.D. Block Boxanagar sind  die Muslime sogar in der Mehrheit. In den R.D. Blocks Bishalgarh, Kathalia und Melagarh sind sie bedeutende Minderheiten mit Anteilen zwischen 15 und 40 Prozent. Die genaue religiöse Zusammensetzung der Bevölkerung zeigt folgende Tabelle:
| Jahr                                   | Buddhisten | Buddhisten | Christen | Christen | Hindus  | Hindus | Jainas | Jainas | Muslime | Muslime | Sikhs | Sikhs | Andere | Andere | keine Angaben | keine Angaben | Total   | Total    |
| Jahr                                   | Zahl       | %          | Zahl     | %        | Zahl    | %      | Zahl   | %      | Zahl    | %       | Zahl  | %     | Zahl   | %      | Zahl          | %             | Zahl    | %        |
| -------------------------------------- | ---------- | ---------- | -------- | -------- | ------- | ------ | ------ | ------ | ------- | ------- | ----- | ----- | ------ | ------ | ------------- | ------------- | ------- | -------- |
| 2011                                   | 236        | 0,05       | 11.399   | 2,37     | 349.260 | 72,77  | 50     | 0,01   | 118.038 | 24,59   | 101   | 0,02  | 132    | 0,03   | 759           | 0,16          | 479.975 | 100,00 % |
| Quelle: Ergebnis der Volkszählung 2011 |            |            |          |          |         |        |        |        |         |         |       |       |        |        |               |               |         |          |

## Bildung
Das Ziel der vollständigen Alphabetisierung ist in Reichweite. Von den 420.862 Personen in einem Alter von sieben Jahren und mehr können 356.367 (84,68 Prozent) lesen und schreiben. Die Alphabetisierung liegt weit über dem indischen Schnitt.

## Verwaltung
Der neue Distrikt hat mit Bishalgarh, Jampuijala und Sonamura drei Sub-Divisions (Unterbezirke), die in die sieben R.D. Blocks Bishalgarh, Boxanagar, Charilam, Jampuijala, Kathalia, Mohanbhog und Nalchar aufgeteilt sind.